# Ex la humanidad
Ex la humanidad es el quinto álbum de estudio de la banda chilena Electrodomésticos.
Destaca por ser el primer trabajo de la banda sin el histórico bajista Silvio Paredes, el cual solo colaboró en el tema homónimo.

## Lista de canciones
Todas las canciones escritas y compuestas por Carlos Cabezas Rocuant. 
| N.º   | Título                 | Duración |  |
| 1.    | «Ex la humanidad»      | 4:04     |  |
| 2.    | «Desamor»              | 4:19     |  |
| 3.    | «Canción Azul»         | 6:27     |  |
| 4.    | «La Luna es un lugar»  | 4:47     |  |
| 5.    | «La ciudad se fue»     | 4:48     |  |
| 6.    | «Fui detrás de ti»     | 4:35     |  |
| 7.    | «Dos mil canciones»    | 3:54     |  |
| 8.    | «Viento en el corazón» | 5:04     |  |
| 37:50 |                        |          |  |